# Liste der Stolpersteine im Bollenstreek

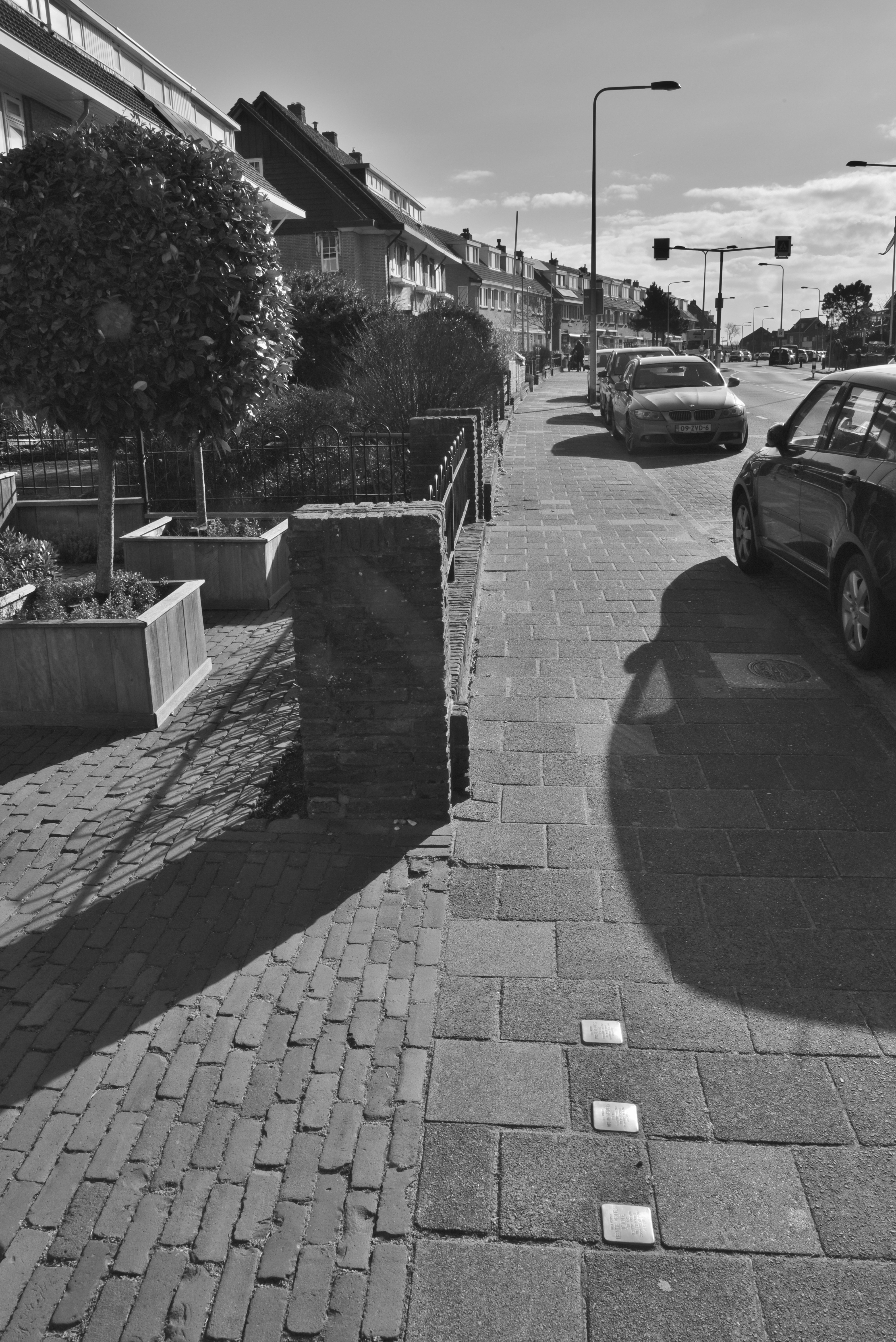
Stolpersteine in Noordwijk

Die Liste der Stolpersteine im Bollenstreek umfasst die Stolpersteine, die vom deutschen Künstler Gunter Demnig im Bollenstreek verlegt wurden, einem Blumenzwiebel-Anbaugebiet im Norden von Zuid-Holland und im Süden von Nord-Holland. Stolpersteine sind Opfern des Nationalsozialismus gewidmet, all jenen, die vom NS-Regime drangsaliert, deportiert, ermordet, in die Emigration oder in den Suizid getrieben wurden. Demnig verlegt für jedes Opfer einen eigenen Stein, im Regelfall vor dem letzten selbst gewählten Wohnsitz.
Die ersten Verlegungen im Bollenstreek fanden am 29. Februar 2016 in Bloemendaal statt.

## Verlegte Stolpersteine
Der Bollenstreek ist eine landwirtschaftlich intensiv genutzte Region, die aber – aufgrund der Badeorte, Blumendörfer und Polderdörfer – auch viele Touristen anzieht. Das Seengebiet hat die meisten Wasserstraßen von Holland. Auch in dieser weitläufigen Gegend, in der man sich gut verstecken konnte, spürten die NS-Schergen eine Reihe jüdischer Frauen und Männer auf, verhafteten, deportierten und ermordeten sie.

### Bloemendaal
In Bloemendaal liegen Stolpersteine für Salomon Philip Frenkel und Betsy Adele Frenkel-Wiener, die im Oktober 1944 in Auschwitz ermordet wurden. Da Bloemendaal zur Provinz Noord-Holland gehört, werden die dortigen Stolpersteine in der oben genannten Liste dargestellt.

### Hillegom
In der Gemeinde Hillegom wurde ein Stolperstein verlegt.
| Stolperstein | Übersetzung                                                                                                  | Verlegeort                | Name, Leben            |
| ------------ | --- | ------------------------- | ---------------------- |
|              | HIER WOHNTE JAKOB ROTH GEB. 1908 INTERNIERT 22.2.1943 DEPORTIERT AUS WESTERBORK ERMORDET AUG. 1943 DOROHUCZA | 2e Loosterweg 84 Hillegom | Jakob Roth (1908–1943) |

### Noordwijk
In der Gemeinde Noordwijk, gelegen zwischen Katwijk und Zandvoort, wurden 13 Stolpersteine verlegt.
| Stolperstein | Übersetzung | Verlegeort                                           | Name, Leben                                        |
| ------------ | --- | ---------------------------------------------------- | -------------------------------------------------- |
|              | HIER WOHNTE JACOB COLTOF GEB. 1891 DEPORTIERT 1944 AUS WESTERBORK ERMORDET 28.1.1944 AUSCHWITZ                               | Noordwijk, Oude Zeeweg 74                            | Jacob Coltof (1891–1944)                           |
|              | HIER WOHNTE LODEWIJK JACOB COLTOF GEB. 1919 DEPORTIERT 1944 AUS WESTERBORK ERMORDET 28.8.1942 AUSCHWITZ                      | Noordwijk, Oude Zeeweg 74                            | Lodewijk Jacob Coltof (1919–1942)                  |
|              | HIER WOHNTE ELSE COLTOF- FRIEDMANN GEB. 1887 DEPORTIERT 1944 AUS WESTERBORK ERMORDET 28.1.1944 AUSCHWITZ                     | Noordwijk, Oude Zeeweg 74                            | Else Coltof-Friedmann (1887–1944)                  |
|              | HIER WOHNTE SAMUEL ABRAHAM KAHN-COLTOF GEB. 1920 DEPORTIERT 1942 AUS WESTERBORK ERMORDET 24.8.1942 AUSCHWITZ                 | Noordwijk, Oude Zeeweg 74                            | Samuel Abraham Kahn (1920–1942)                    |
|              | HIER WOHNTE FRIEDERIKA KAHN-COLTOF GEB. 1916 DEPORTIERT 1942 AUS WESTERBORK ERMORDET 30.9.1942 AUSCHWITZ                     | Noordwijk, Oude Zeeweg 74                            | Friederika Kahn-Coltof (1916–1942)                 |
|              | HIER WOHNTE SAMUEL VAN DER KLOOT GEB. 1932 DEPORTIERT 1943 AUS WESTERBORK ERMORDET 30.4.1943 SOBIBOR                         | Noordwijk, Zwarteweg (Willem van den Berghstichting) | Samuel van der Kloot (1932–1943)                   |
|              | HIER WOHNTE ALEX MEIJLER GEB. 1919 VERHAFTET 10.3.1945 EINGESPERRT IM ORANJEHOTEL, SCHEVENINGEN FÜSILIERT 3.4.1945 ROTTERDAM | Noordwijk, Atjehweg 10                               | Alex Meijler (1919–1945)                           |
|              | HIER WOHNTE JACOB MENDELS GEB. 1902 DEPORTIERT 1943 AUS WESTERBORK ERMORDET 31.3.1944 AUSCHWITZ                              | Noordwijk, Quarles van Uffordstraat 74               | Jacob Mendels (1902–1944)                          |
|              | HIER WOHNTE MIRJAM MENDELS GEB. 1942 DEPORTIERT 1943 AUS WESTERBORK ERMORDET 10.9.1943 AUSCHWITZ                             | Noordwijk, Quarles van Uffordstraat 74               | Mirjam Mendels (1942–1943)                         |
|              | HIER WOHNTE LEENTJE MENDELS- DE JONGE GEB. 1901 DEPORTIERT 1943 AUS WESTERBORK ERMORDET 10.9.1943 AUSCHWITZ                  | Noordwijk, Quarles van Uffordstraat 74               | Leentje Mendels-de Jonge (1901–1943), genannt Leny |
|              | HIER WOHNTE REBECCA OPDENBERG GEB. 1905 DEPORTIERT 1943 AUS APPELDORNSCHE BOSCH ERMORDET 25.1.1943 AUSCHWITZ                 | Noordwijk, Zwarteweg (Willem van den Berghstichting) | Rebecca Opdenberg (1905–1943)                      |
|              | HIER WOHNTE MANNES TROMP GEB. 1918 DEPORTIERT 1942 AUS WESTERBORK ERMORDET 22.10.1942 AUSCHWITZ                              | Noordwijk, Ludolph Berkemeierstraat 16               | Mannes Tromp (1918–1942)                           |
|              | HIER WOHNTE ROBERT JACQUES ZODIJ GEB. 1932 DEPORTIERT 1943 AUS WESTERBORK ERMORDET 23.4.1943 SOBIBOR                         | Noordwijk, Zwarteweg (Willem van den Berghstichting) | Robert Jacques Zodij (1924–1943)                   |

### Teylingen
In Voorhout, Teil der Gemeinde Teylingen, wurde ein Stolperstein verlegt.
| Stolperstein | Übersetzung                                                                                         | Verlegeort         | Name, Leben |
| ------------ | --------------------------------------------------------------------------------------------------- | ------------------ | --- |
|              | HIER WOHNTE FRITZ HIRSCHFELD GEB. 1886 DEPORTIERT 1942 AUS WESTERBORK ERMORDET 11.10.1944 AUSCHWITZ | Kerkweg 4 Voorhout | Fritz Hirschfeld (1886–1944) Weitere Stolpersteine für Fritz Hirschfeld wurden in der niederländischen Gemeinde Heusden und in Potsdam verlegt. |

## Verlegedaten
- 1. Mai 2021: Teylingen[16]
- 29. September 2021: Noordwijk[17]
- 25. November 2021: Hillegom[18]